# Patinação de velocidade nos Jogos Pan-Americanos de 2019 - 500 m masculino
A competição dos 500 m masculino da patinação de velocidade sobre rodas nos Jogos Pan-Americanos de 2019 foi disputada por dez patinadores na Pista de Patinação em Costa Verde, Lima, no dia 10 de agosto. 

## Calendário
Horário local (UTC-5).
| Data         | Horário | Fase       |
| ------------ | ------- | ---------- |
| 10 de agosto | 10:20   | Preliminar |
| 10 de agosto | 11:20   | Semifinal  |
| 10 de agosto | 12:30   | Final      |

## Medalhistas
| Ouro   | COL Pedro Causil   |
| Prata  | MEX Jorge Martínez |
| Bronze | VEN Jhoan Bitar    |

## Resultados

### Bateria 1
| Pos. | Patinador      | Nacionalidade  | Tempo  | Notas |
| ---- | -------------- | -------------- | ------ | ----- |
| 1    | Pedro Causil   | COL Colômbia   | 44.282 | Q     |
| 2    | Bayron Siles   | CRC Costa Rica | 44.495 | Q     |
| 3    | Walter Urrutia | GUA Guatemala  | 44.744 |       |

### Bateria 2
| Pos. | Patinador             | Nacionalidade      | Tempo  | Notas |
| ---- | --------------------- | ------------------ | ------ | ----- |
| 1    | Jonathan Blair        | USA Estados Unidos | 44.869 | Q     |
| 2    | Jorge Martínez        | MEX México         | 45.016 | Q     |
| 3    | Gabriel Félix e Silva | BRA Brasil         | 45.177 |       |

### Bateria 3
| Pos. | Patinador            | Nacionalidade | Tempo  | Notas |
| ---- | -------------------- | ------------- | ------ | ----- |
| 1    | Jhoan Bitar          | VEN Venezuela | 44.082 | Q     |
| 2    | Emanuelle Santibañez | CHI Chile     | 44.188 | Q     |
| 3    | Francisco Petrelli   | ARG Argentina | 45.201 |       |
| 4    | Ronaldo Guevara      | PER Peru      | 46.065 |       |

### Bateria 1
| Pos. | Patinador      | Nacionalidade  | Tempo  | Notas |
| ---- | -------------- | -------------- | ------ | ----- |
| 1    | Pedro Causil   | COL Colômbia   | 43.857 | Q     |
| 2    | Jorge Martínez | MEX México     | 44.002 | Q     |
| 3    | Bayron Siles   | CRC Costa Rica | 44.388 |       |

### Bateria 2
| Pos. | Patinador            | Nacionalidade      | Tempo  | Notas |
| ---- | -------------------- | ------------------ | ------ | ----- |
| 1    | Jhoan Bitar          | VEN Venezuela      | 44.717 | Q     |
| 2    | Emanuelle Santibañez | CHI Chile          | 44.833 | Q     |
| 3    | Jonathan Blair       | USA Estados Unidos | 45.487 |       |

### Final
| Pos.              | Patinador            | Nacionalidade | Tempo  | Notas |
| ----------------- | -------------------- | ------------- | ------ | ----- |
| Medalha de ouro   | Pedro Causil         | COL Colômbia  | 40.650 |       |
| Medalha de prata  | Jorge Martínez       | ARG Argentina | 40.909 |       |
| Medalha de bronze | Jhoan Bitar          | VEN Venezuela | 41.146 |       |
| 4                 | Emanuelle Santibañez | CHI Chile     | 41.313 |       |